# Lotfi Mraïhi
Lotfi Mraïhi, de son nom complet Mohamed Lotfi Mraïhi (arabe : محمد لطفي المرايحي) né le 16 novembre 1959 à Haïdra, est un homme politique, écrivain et pneumologue tunisien qui occupe le poste de secrétaire général de l'Union populaire républicaine.

## Carrière musicale
Lotfi Mraïhi est membre du conseil de l'Amara[Quoi ?] à Beyrouth. Il a été le fondateur et président de l'Association de soutien à la création musicale, de 2005 à 2010. Il présente également plusieurs programmes radiophoniques de 2002 à 2004 et dirige le Festival de la musique spirituelle ainsi que le Festival de la musique instrumentale. En 2007, il préside le jury lors du Festival de la musique tunisienne,.

## Carrière littéraire
Lotfi Mraïhi est l'auteur de treize ouvrages dont des essais politiques et musicaux ainsi que des romans historiques. En vue de l'élection présidentielle de 2019, il publie La Tunisie de mes rêves dans laquelle il expose sa vision de la société et du rôle du président de la République tunisienne.

## Parcours politique
À la suite de la révolution de 2011, Lotfi Mraïhi fonde en avril 2011 un parti politique, l'Union populaire républicaine, dont il occupe le poste de secrétaire général. Il participe aux élections constituantes de 2011 dans la circonscription de Kasserine mais n'obtient que 1,75 % des voix. Le 15 avril 2019, il annonce sa candidature à l'élection présidentielle, et figure parmi les premiers à déposer son dossier le 2 août. Il arrive septième avec 6,56 % des voix.
Il se montre critique du coup d'État du président Kaïs Saïed du 25 juillet 2021, puis devient opposant au nouveau régime. Le 29 janvier 2024, à la suite d'une critique du président de la République en 2023, il est poursuivi et condamné à six mois de prison. En mars de la même année, il est à nouveau convoqué par la justice tunisienne. Selon lui, il s'agit de formes d'intimidation de la part de Saïed contre tous ceux qui pourraient se présenter comme candidats à la présidence de la République,.
Lotfi Mraïhi se porte candidat à la présidentielle en avril 2024. Il publie son programme sous la forme d'un manifeste appelé « Réussir ensemble »,. Le 19 juillet, il est condamné à huit mois de prison pour achat de voix et à une inéligibilité présidentielle à vie.

## Carrière professionnelle
Pneumologue, Lotfi Mraihi a fondé l'Association des médecins de la création musicale et la préside de 2005 à 2010.

## Vie privée
Il est père de deux fils, Amine et Hamza, qui forment un duo musical et jouent respectivement du oud et du qanûn.
Durant la pandémie du coronavirus de 2020, il est testé positif ainsi qu'un groupe réduit de dirigeants de son parti ; il assure en revanche qu'ils sont en phase de guérison.